# اوستریا موزا
اوستریا موزا (انگلیسی: Osteria Mozza) رستورانی در هالیوود، لس آنجلس است که غذاهایش مبتنی بر آشپزی ایتالیایی است.
در سال ۲۰۰۷ نانسی سیلورتون به همراه سرآشپز نیویورکی ماریو باتالی و شریک همیشگی‌اش جوزف باستیانیچ تصمیم به راه‌اندازی این رستوران ایتالیایی کردند. پیش از آن آنها یک پیتزافروشی یه نام «پیتزافروشی موزا» در همان مکان بنیان نهادند که با یک «واکنش آنی و بزرگ» مواجه شد. لس آنجلس تایمز به آن چهار ستاره داد و نیویورک تایمز آن را یک «رستوران مهم و چشمگیر» نامید.
چهار ماه پس از افتتاح پیتزا فروشی، رستوران اصلی یعنی اوستریا موزا افتتاح شد و با استقبال مشابهی روبرو شد. اگرچه کل منوی رستوران به طور گسترده مورد ستایش قرار گرفت، اما تأویل سیلورتون از آنتی‌پاستی به صورت یک بار موتزارلا مورد توجه خاصی قرار گرفت و زِگَت نوشت که او «هنر پنیر را به کمال رسانده‌است.» این رستوران در همان سال افتتاحیه از سوی بنیاد جیمز بیرد به عنوان «بهترین رستوران جدید التاسیس» نامزد شد و یک ستاره میشلن در سال ۲۰۰۸ دریافت کرد. اوستریا موزا ستاره میشلن خود را همچنان در کتاب راهنمای میشلن کالیفرنیا حفظ کرده است. این رستوران شعبه‌های دیگری در نیوپورت بیچ، کالیفرنیا و سنگاپور گشود. مکان اصلی رستوران از آن زمان به بعد توسعه یافته و شامل «موزاتوگو» و رستوران سوم دیگری به نام «کی اسپاکا» هم شده که بر روی غذاهای گوشتی متمرکز است.